# TSPAN3
TSPAN3 (англ. Tetraspanin 3) – білок, який кодується однойменним геном, розташованим у людей на короткому плечі 15-ї хромосоми. Довжина поліпептидного ланцюга білка становить 253 амінокислот, а молекулярна маса — 28 018.
| 10         |  | 20         |  | 30         |  | 40         |  | 50         |
| ---------- |  | ---------- |  | ---------- |  | ---------- |  | ---------- |
| MGQCGITSSK |  | TVLVFLNLIF |  | WGAAGILCYV |  | GAYVFITYDD |  | YDHFFEDVYT |
| LIPAVVIIAV |  | GALLFIIGLI |  | GCCATIRESR |  | CGLATFVIIL |  | LLVFVTEVVV |
| VVLGYVYRAK |  | VENEVDRSIQ |  | KVYKTYNGTN |  | PDAASRAIDY |  | VQRQLHCCGI |
| HNYSDWENTD |  | WFKETKNQSV |  | PLSCCRETAS |  | NCNGSLAHPS |  | DLYAEGCEAL |
| VVKKLQEIMM |  | HVIWAALAFA |  | AIQLLGMLCA |  | CIVLCRRSRD |  | PAYELLITGG |
| TYA        |  |            |  |            |  |            |  |            |

A: Аланін

C: Цистеїн

D: Аспарагінова кислота

E: Глутамінова кислота

F: Фенілаланін

G: Гліцин

H: Гістидин

I: Ізолейцин

K: Лізин

L: Лейцин

M: Метіонін

N: Аспарагін

P: Пролін

Q: Глутамін

R: Аргінін

S: Серин

T: Треонін

V: Валін

W: Триптофан

Задіяний у такому біологічному процесі, як альтернативний сплайсинг. 
Локалізований у мембрані.